# 贵州消防栓事件
贵州消防栓事件又称1·30贵阳小区火灾致老人死亡事件，一般指2024年1月30日21时49分许，在中华人民共和国贵州省贵阳市云岩区东山壹号小区甲栋2单元14楼一居民家中发生的火灾，造成一名72岁老人曾某群死亡。救援过程中因楼道消防栓水带接口缺失无法正常使用，导致当事人和消防员无法及时救出被困人员，因此该火灾亦被称为消防栓事件。经初步调查，起火原因系小区内燃放烟花爆竹，火星溅入室内引燃杂物所致。
事件发生后，死者家属在网上发布多条视频，视频中死者的大儿子刘某甲讲述了失火时消防栓无法使用的情况，并强烈控诉了物业的不作为。视频发出后在中国大陆引起人们的关注和对消防安全的担忧，众多网友呼吁对小区物业和相关监管部门进行追责。

## 背景

### 涉事小区
东山壹号小区位于云岩区东山路80号，该小区一共有3栋楼房和6个单元，486户共860人，物业为贵州金钵艺物业有限公司。东山壹号项目由贵州力铭房地产开发有限公司进行开发建设，曾一度烂尾，最后在云岩区委和区政府组织下，在2020年1月交付使用400余户。其中事发楼栋2单元为贵阳地铁三号线拆迁工程的回迁楼。

### 消防隐患
事件发生的小区长期存在消防安全问题，早在2020年11月，视频中当事人的弟弟，即死者的二儿子刘某乙曾拨打过贵阳12345热线反映事发小区楼房无消防登高面、无消防控制室、消防通道被车辆占用等问题。但直到事件发生时，物业只在小区进出口区域用铁皮隔出了一条消防通道，其他问题仍没有得到解决。

## 经过
2024年1月30日晚，当事人母亲曾某群和老伴正在14楼的房间内整理旧衣物。21时49分许，烟花火星溅入窗户并点燃杂物，火苗迅速扩大，曾某群喊老伴先赶紧下楼，并表示自己马上会下来。
1月30日21时50分，云岩区消防救援大队接到群众报警后立即出动。
事发时，大儿子刘某甲正在同栋11楼的家中，得知着火后，他奔上14楼并多次尝试冲入屋内，但因火势过大未能成功。他想使用楼道的消防栓灭火，但消防栓的玻璃门被螺丝锁住。接着，他接过邻居递来的灭火器进入房间救火，喷完后，他使用灭火器砸碎消防栓的玻璃门，但却发现水带无法接上消防栓，消防栓水压不够，一旁的的小水管也没有水出来。
不久后，消防队赶到火场，也无法使用楼道的两个消防栓。由于楼房没有消防登高面，且通往楼栋的消防通道转弯半径不够，消防车无法通过，消防员只好一节一节将水带从消防车位置铺至14楼。22时25分，扑救结束，曾某群在最里面卧室的卫生间中被找到。22时50分，其被送到贵州省人民医院抢救。23时24分，曾某群抢救无效身亡。

## 各方回应

### 死者家属
2024年1月30日晚和31日早晨，刘某乙的抖音账号“酸菜向日葵”发布两条视频，视频中刘某甲表示当时在场人员第一时间自救灭火，但楼道的消防栓损坏无法接水耽误救援时间，导致其母亲在火场中被浓烟呛死，并质疑“这房子是怎么验收通过的，怎么交的房”。其也表示该楼栋的所有消防栓都被钉上，无法正常使用。
2月3日，刘某甲再发视频，展示了2023年10月30日物业验收该楼栋消防的录像，并愤怒地控诉道：“物业知道消防有问题，但什么都没做”。
2月14日，刘某甲在新视频中表示消防部门对火灾事故的调查报告已经出来，但更多的调查结果还在等待中，且小区消防设施的整改陆续启动，律师团队也已经介入。他说道：“一定会为死者要一个合情合理合乎正义的结果，也给关注这件事的公众一个交代”。

### 云岩区人民政府
1月31日晚，云岩区人民政府新闻办公室发布情况通报，内容如下：
2024年1月30日21时49分，贵阳市云岩区消防救援大队接到群众报警称：东山壹号甲栋2单元14楼一居民家中发生火情。21时50分，消防救援力量立即出动。22时25分，扑救结束。现场救出1名被困人员并立即送医救治，经全力抢救无效身亡。
经初步调查，起火原因系燃放烟花爆竹，火星溅入室内引燃杂物所致。救援过程中发现消防栓因水带接口缺失无法正常使用。

火情发生后，云岩区第一时间启动应急响应，全力做好消防救援、善后处理，并同步组织开展对涉事小区的消防隐患排查整改工作。针对救援过程中发现的问题，云岩区政府已成立工作组开展调查，相关情况将依规进行公布。

### 云岩区住建局
1月31日，云岩区住建局消防审验中心工作人员在回应记者提问时表示，其没有东山壹号小区的消防验收档案，且2019年后住建部门才承接了居民小区的消防验收工作，但东山壹号在2011年到2013年左右交房，而在此之前是由消防救援支队负责消防验收工作。

## 事件后续
2024年2月29日，当事人刘先生发视频透露了事件的最新进展：
1. 法医鉴定报告刘先生母亲的死因为吸入过量的有毒气体窒息死亡。
2. 放烟花的人(纵火者)已经被移交到检察院，正式进行批捕。后续将进行刑事起诉。[9]

2024年4月7日，贵阳市云岩区法院开庭审理此案，未当庭宣判。

## 外部連結
贵州消防栓事件当事人的抖音主页 （页面存档备份，存于）